# Naoki Urasawa
Naoki Urasawa (浦沢 直樹 Urasawa Naoki?), född 2 januari 1960 i Fuchū, Tokyo prefektur, är en japansk serieskapare och musiker. Urasawa är en av de mest framgångsrika tecknarna i Japan. Han har bland annat skapat mangaserierna 20th Century Boys och Monster.